# 神戸電燈
神戸電燈株式会社（こうべでんとう、英文社名：Kobe Electric Light Co., Ltd.
）は、明治から大正にかけて存在した日本の電力会社（電灯会社）である。東京電燈に次ぐ日本で2番目の電力会社である。

## 沿革
- 1887年（明治20年）10月25日 - 設立[2]
- 1888年（明治21年）
  - 1月26日 - 事業許可
  - 9月10日 - 事業開始
- 1913年（大正2年）5月1日 - 神戸電気鉄道株式会社（神戸市電の前身。神戸電鉄の前身企業とは別会社）と合併、神戸電気株式会社となる[3]
- 1917年（大正6年）- 神戸市が神戸電気株式会社を買収し市営化（神戸市電気局）[4]
- 1942年（昭和17年）5月19日 - 関西配電株式会社（のちの関西電力）への出資に伴い神戸市電気局は、神戸市交通局に替わる